# 关丹曲棍球体育场
关丹曲棍球体育场是一座位于马来西亚彭亨州关丹的曲棍球体育场。 这是一个国际标准的曲棍球体育场。 场内拥有一个可以容纳7千500人的场地以及一个可以容纳3千500人的场地。这座场馆曾于2016年举办亚洲钩球冠军杯，最终由印度胜出。